# The Death Mask
The Death Mask è un cortometraggio muto del 1914 prodotto e diretto da Thomas H. Ince.

## Produzione
Il film fu prodotto dalla Kay-Bee Pictures.

## Distribuzione
Distribuito dalla Mutual, il film - un cortometraggio in due bobine - uscì nelle sale statunitensi il 25 settembre 1914.